# Edmund Kean
Edmund Kean (Londra, 17 marzo 1787 – Richmond, 15 maggio 1833) è stato un attore teatrale britannico, tra i più grandi della storia inglese.

## Biografia

### L'infanzia
Della sua nascita non esistono documenti ufficiali. Fu molto probabilmente figlio illegittimo dell'attrice Ann Carey, nipote del drammaturgo Henry Carey, e del giovane architetto Edmund Kean, da cui prese il nome, e che si diede la morte all'età di 22 anni.
Già a quattro anni fece la sua prima apparizione sul palcoscenico, come Cupido nel balletto Cymon di Jean-Georges Noverre.
Sull'infanzia di Kean sono circolate moltissime leggende, alcune inventate da lui stesso. Fin da bambino mostrò la sua vivacità e intelligenza fuori dal comune, che gli procurarono la benevolenza di molti, ma l'ambiente circostante e la completa mancanza di disciplina lo spinsero a sviluppare un carattere orgoglioso e caparbio. Intorno al 1794 alcuni benefattori si offrirono di pagare a Edmund la retta della scuola, dove ebbe brillanti risultati, anche se la frequentò per poco. Insofferente alle regole scolastiche, fuggì e trovò lavoro come mozzo a Portsmouth. Ben presto si accorse che le imposizioni, nella vita di mare, erano ancora più costrittive, e si affidò alle sue precoci qualità istrioniche per fingersi sordo e invalido. Fu talmente convincente da ingannare persino i dottori di Madeira che lo visitarono.
Di ritorno in Inghilterra fu accolto in casa dallo zio, Moses Kean, mimo, ventriloquo e uomo di spettacolo che lo iniziò allo studio della pantomima e delle opere di Shakespeare. Alla morte dello zio si occupò di lui Charlotte Tidswell, amante di Moses Kean e attrice al Drury Lane di Londra. Nonostante le cure della Tidswell (che contribuì a insegnargli i rudimenti dell'arte drammatica), il piccolo Kean visse per lo più come un vagabondo.
Il giovane Kean mostrava già il suo peculiare talento, completamente differente nello stile da quello corrente dell'epoca, impersonato da John Philip Kemble, allora il maggiore interprete di ruoli shakespeariani. D'altronde, rispetto a Kemble, imponente e dalle maniere gentili, Kean era agli antipodi: di piccola statura e molto impulsivo ed irruente.

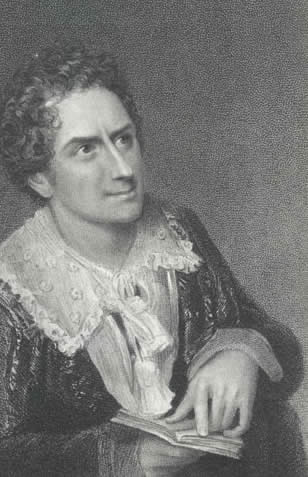
Edmund Kean nella parte di Amleto

### Le prime interpretazioni
A quattordici anni ottenne la sua prima vera scrittura, allo “York Theatre”. Per venti sere di seguito recitò nelle parti di Amleto, Hastings e Catone. Qualche tempo dopo, il re Giorgio III (che aveva sentito parlare del giovane attore) lo volle veder recitare al castello di Windsor. Per un periodo lavorò anche nel circo di Saunders, ma, in seguito ad una caduta da cavallo che gli procurò la frattura di entrambe le gambe, decise di dedicarsi esclusivamente al teatro.

Nel 1807 gli furono affidate parti da protagonista al “Belfast Theatre” in coppia con Sarah Siddons, la quale prese a chiamarlo «orribile omino», non sopportando affatto il suo carattere. In seguito, dovendo ammettere le sue capacità, disse che recitava «molto, molto bene», ma che “there was too little of him to make a great actor” (giocando sulle parole e sulla sua statura: «era troppo poco/troppo piccolo per essere un grande attore»).
Nel 1808 interruppe un contratto con una compagnia provinciale di Beverley per sposare (il 7 luglio di quell'anno) la prima attrice Mary Chambers di Waterford.

### Il successo a Londra e New York
Per diversi anni le sue prospettive lavorative furono modeste, finché nel 1814 la direzione del Theatre Royal Drury Lane, sull'orlo della bancarotta, decise di dargli un'occasione, nel contesto degli 'esperimenti' che stava tentando per far ritornare il teatro alla popolarità di un tempo. L'attesa della prima fu per lui febbrile, tanto da farlo esclamare 'se ci riesco potrei impazzire'. Il suo Shylock ne Il mercante di Venezia, il 26 gennaio 1814, fu un enorme successo, provocando nel pubblico un entusiasmo quasi incontrollabile: aveva sostituito John Philip Kemble come attore più amato della scena londinese. Il critico William Hazlitt scrisse di questa rappresentazione: «Per voce, sguardo, azione ed espressione nessun attore da molti anni è venuto fuori che possa eguagliarlo. Gli applausi, dalla prima all'ultima scena, sono stati unanimi, forti e ininterrotti.»
Le sue successive interpretazioni di Riccardo III, Amleto, Otello, Macbeth e Lear dimostrarono la sua bravura nei ruoli tragici. Il suo trionfo fu così grande e lui stesso ne fu tanto infervorato da dire, in una occasione, di 'non sentire più il palcoscenico sotto i piedi'. Kean fu uno dei pochi attori capaci di riempire il Drury Lane, una sala da 3000 posti. La sua passione e fierezza si univano ad una recitazione melodrammatica. Si diceva che esprimesse il meglio nelle scene di morte e in quelle scene che richiedevano intensità di emozioni o cambi improvvisi e violenti da uno stato d'animo all'altro. L'avvocato e baronetto George Henry Lewis disse, dopo la sua morte:
(Sir George Henry Lewis, 1875)
Il 29 novembre 1820 Kean apparve per la prima volta sulle scene di New York come Riccardo III. Il successo della sua trasferta in America fu inequivocabile, anche se ebbe diversi battibecchi con la stampa.
Il 4 giugno 1821 fu di ritorno in Inghilterra.

### Gli scandali e il declino
Lo stile di vita di Kean cominciò presto a danneggiare la sua carriera. Nel 1822 Kean fu accusato di adulterio, perse la causa (Cox v. Kean, 17 gennaio 1825) e dovette separarsi dalla moglie e dal figlio. Lo scandalo gli mise contro anche il pubblico, che manifestò il suo disappunto contestandolo durante le rappresentazioni, tanto che Kean fu sul punto di ritirarsi definitivamente dalle scene.
Nel 1825 ritornò negli Stati Uniti, e la sua visita fu in gran parte la replica della persecuzione sofferta in Gran Bretagna: in molte città il pubblico gli mostrò simpatia, ma più spesso fu sottoposto a insulti e persino violenze.
In Québec ricevette una migliore accoglienza. Una tribù di Uroni apprezzò tanto la sua bravura da nominarlo capotribù, con il nome di Alanienouidet.
La sua ultima apparizione sul palcoscenico americano avvenne il 5 dicembre 1826, nel ruolo di Riccardo III, lo stesso in cui era apparso a New York la prima volta.
Tornato in Inghilterra nello stesso anno, lentamente recuperò il favore del pubblico, anche se, a causa dell'uso frequente di sostanze eccitanti e di alcool, il graduale deterioramento delle sue capacità artistiche era inevitabile. Nonostante questo, la sua potenza scenica ebbe ancora momenti di ispirazione e trionfo, a dispetto della sua decadenza fisica. La sua apparizione a Parigi fu però un fiasco, dovuto alla sua ubriachezza. La sua ultima interpretazione si svolse a Covent Garden il 25 marzo 1833 nelle vesti di Otello, con il figlio Charles (che ormai era anche lui un attore esperto) nel ruolo dell'avversario Iago. Nel corso della scena terza del terzo atto, d'improvviso crollò al suolo, chiedendo a gran voce al figlio di dire agli spettatori che stava morendo. Morì a Londra, nel quartiere di Richmond upon Thames due mesi dopo, il 15 maggio 1833.
La vita e l'arte di Edmund Kean è stata soggetto di un'omonima opera teatrale di Raymund FitzSimons; questa è stata messa in scena nel 1989 diretta e interpretata da Gigi Proietti, replicata fino al 2017. Recentemente uno spettacolo dedicato al grande attore inglese è stato messo in scena da Gioacchino Logico.